# 구충제
구충제(驅蟲劑, anthelmintic)는 숙주에 상당한 위해를 주지 않고 벌레인 기생충 및 기타 체내 기생충을 내쫓거나 죽이는 항기생충제이다. 연충증 등에 감염된 사람을 치료하기 위해 사용된다. 이 약물은 감염된 동물을 치료하기 위해서도 사용된다.
구충제를 포함한 알약은 수많은 개발도상국에서 학령대 아이들의 대량 구충 운동에 사용된다. 예를 들어, 토양을 통해 전이되는 연충류의 치료는 메벤다졸과 알벤다졸로 대응하며 주혈흡충증과 촌충의 경우 프라지콴텔로 대응한다.

## 종류
회충을 대상으로 하는 구충제는 회충구충제(ascaricide)라고 부른다.
- 벤즈이미다졸:
  - 알벤다졸
  - 메벤다졸
  - 티아벤다졸
  - 펜벤다졸
  - 트라이클라벤다졸
  - 플루벤다졸
- 아바멕틴 (및 이버멕틴의 확장을 통해)
- 디에틸카바마진
- 피란텔 파모에이트
- 레바미졸
- 살리실아닐라이드
  - 니클로사마이드
  - 옥시클로자니드
- 니타족사나이드
- 프라지콴텔
- 옥타뎁시펩티드(Octadepsipeptide)
- 모네판텔
- 스피로인돌(Spiroindole)
- 아르테미시닌

## 같이 보기
- 살충제